# Liste der Geotope im Landkreis Hof
Diese Liste enthält die Geotope des oberfränkischen Landkreises Hof in Bayern.
Die Liste enthält die amtlichen Bezeichnungen für Namen und Nummern des Bayerischen Landesamt für Umwelt (LfU) sowie deren geographische Lage. Diese Liste ist möglicherweise unvollständig. Im Geotopkataster Bayern sind etwa 3.400 Geotope (Stand März 2020) erfasst. Das LfU sieht einige Geotope nicht für die Veröffentlichung im Internet geeignet. Einige Objekte sind zum Beispiel nicht gefahrlos zugänglich oder dürfen aus anderen Gründen nur eingeschränkt betreten werden.

| Name                                                             | Bild           | Geotop ID | Gemeinde / Lage                      | Geologische Raumeinheit | Beschreibung | Fläche m² / Ausdehnung m | Geologie | Aufschlussart                  | Wert               | Schutzstatus                                                | Bemerkung                                     |
| ---------------------------------------------------------------- | -------------- | --------- | ------------------------------------ | ----------------------- | --- | ------------------------ | --- | ------------------------------ | ------------------ | ----------------------------------------------------------- | --------------------------------------------- |
| Straßenböschung an der B 173 W von Schwarzenstein                |                | 475A001   | Schwarzenbach am Wald Position       | Frankenwald             | Im Aufschluss an einem Parkplatz an der B 173 sind Bunte Schiefer zu sehen, die von Plattensandstein der Schwarzenbacher Serie überlagert werden. Entlang der Straße gibt es weitere Aufschlüsse der Schwarzenbacher Serie sowie von Intrusivgesteinen aus dem Devon. Das Profil ist etwas gestört. | 700 70 × 10              | Typ: Schichtfolge Art: Tonstein, Sandstein                                                                                              | Böschung                       | wertvoll           | Landschaftsschutzgebiet, Naturpark                          |                                               |
| Diabasbruch NW von Schübelhammer                                 | weitere Bilder | 475A002   | Schwarzenbach am Wald Position       | Frankenwald             | Im ehemaligen Bruch sind feinkörnige Diabase (teils mit Kissenlava) aufgeschlossen, überlagert von oberdevonischen Tonschiefern. | 3500 70 × 50             | Typ: Schichtfolge, Pillows Art: Basalt, Tonstein                                                                                        | Steinbruch                     | wertvoll           | Landschaftsschutzgebiet, Naturpark                          |                                               |
| Ehem. Diabasbruch am Galgenberg WSW von Bernstein a. W.          | weitere Bilder | 475A003   | Schwarzenbach am Wald Position       | Frankenwald             | Ehemaliger Diabasbruch mit deutlich erkennbaren Kissenstrukturen (vor allem im Nordteil), Brekzien und Diabas-Mandelsteinen. Über dem Diabas liegen bunte oberdevonische Tonschiefer in einem tektonisch gestörten Verband. Im Südteil des Bruches gibt es einen kleinen Untersuchungsstollen. Der Steinbruch dient heute als Bus-Wendeplatz. | 3500 70 × 50             | Typ: Schichtfolge, Pillows Art: Meta-Basalt, Tonstein                                                                                   | Steinbruch                     | besonders wertvoll | Landschaftsschutzgebiet, Naturpark                          | Bayerns schönste Geotope Nr. 5                |
| Gleitfalten an der Überkehr SSE von Bernstein a. W.              | weitere Bilder | 475A004   | Schwarzenbach am Wald Position       | Frankenwald             | An der Straßenböschung sind Grauwacken und Tonschiefer in Wechsellagerung aufgeschlossen, mit nach Norden überkippten Spitzfalten (Gleitfalten). | 1000 100 × 10            | Typ: Falte/Mulde/Sattel, Gesteinsart Art: Grauwacke                                                                                     | Böschung                       | wertvoll           | Naturdenkmal, Landschaftsschutzgebiet, Naturpark            |                                               |
| Ehem. Steinbruch am Lerchenhügel WSW von Thron                   |                | 475A005   | Schwarzenbach am Wald Position       | Frankenwald             | Im ehemaligen Steinbruch sind stark zerrüttete dunkle silurische Kieselschiefer aufgeschlossen. An der Westseite des Aufschlusses ist ein Kersantitgang zu erkennen. Auf der Bruchsohle hat sich eine kieselsäure-tolerante Vegetation angesiedelt. | 3600 60 × 60             | Typ: Gesteinsart, Gang Art: Tonstein | Steinbruch                     | wertvoll           | Landschaftsbestandteil, Landschaftsschutzgebiet, Naturpark  |                                               |
| Ehem. Döbrabruch N von Döbra                                     |                | 475A006   | Schwarzenbach am Wald Position       | Frankenwald             | Im ehemaligen Steinbruch ist die Typlokalität des Döbrasandsteins aufgeschlossen. Durch Sammler wurde auch der darunterliegende Graptolithenschiefer aufgeschlossen. Die Straßenmeisterei nutzt den Bruch als Lagerplatz, durch abgelagerten Schutt und organisches Material ist der Aufschluss gefährdet. | 3500 70 × 50             | Typ: Typlokalität, Tierische Fossilien Art: Sandstein, Tonstein                                                                         | Steinbruch                     | wertvoll           | Naturpark                                                   |                                               |
| Poppengrüner Konglomerat SW von Poppengrün                       |                | 475A007   | Schwarzenbach am Wald Position       | Frankenwald             | Am Bahndamm ist die Typlokalität des Poppengrüner Konglomerats aufgeschlossen, überlagert von Tonschiefer und Grauwacken. Das Konglomerat besteht aus gerundeten Geröllen von Grauwacke, Quarzkeratophyr, Kohlenkalk, devonischem Kalk, Lydit und Granit in einer Tonschiefermatrix. Es enthält Fossilien aus dem obersten Tournaisium. | 800 200 × 4              | Typ: Typlokalität Art: Konglomerat, Tonstein                                                                                            | Böschung                       | wertvoll           | Naturpark                                                   |                                               |
| Marmorsteinbruch Horwagen SSW von Bobengrün                      | weitere Bilder | 475A009   | Bad Steben Position                  | Frankenwald             | Ehemaliger Steinbruch, an dessen Nordseite plastische Deformationsgefüge in der Rutschmasse aus oberdevonischem Kalk zu sehen sind. Der verkarstete Kalk liegt in Wechsellagerung mit Tuffen und Tuffiten. Seine Rotfärbung geht vermutlich auf submarinen Vulkanismus zurück. Der dekorative Kalkstein wurde als Deutsch-Rot-Marmor verkauft. Fossilien (vor allem Nautiloideen und Goniatiten) sind selten zu finden. | 20000 200 × 100          | Typ: Schichtfolge, Typlokalität, Gesteinsart Art: Kalkstein, Meta-Basalt                                                                | Steinbruch                     | besonders wertvoll | Landschaftsbestandteil, Naturpark                           | Bayerns schönste Geotope Nr. 14               |
| Aufgelassene Kalksteinbrüche am Rauheberg S von Langenau         | weitere Bilder | 475A010   | Geroldsgrüner Forst Position         | Frankenwald             | Mehrere ehemalige Steinbrüche in Flaserkalk am Nordhang des Rauhebergs bei Langenau. Unterhalb (im Liegenden) des Flaserkalks steht Diabas an, darüber (im Hangenden) Schiefer des Unterkarbon. In einem gut erhaltenen Bruch mit teils gesägten Wänden ist ein dichter, dunkler Flaserkalk zu sehen. Im westlichen Bruch ist die Grenze zwischen Oberdevon und Unterkarbon aufgeschlossen. Hier gibt es Fossilien, vor allem Goniatiten. Teilweise wurde in den Steinbrüchen Bauschutt abgelagert. | 600 30 × 20              | Typ: Gesteinsart, Schichtfolge, Tierische Fossilien, Störung Art: Kalkstein, Basalt, Tonstein                                           | Steinbruch                     | wertvoll           | Landschaftsschutzgebiet, Naturpark                          |                                               |
| Serpentinit- und Talkschieferbruch Schwarzenbach a. d. Saale     | weitere Bilder | 475A011   | Schwarzenbach an der Saale Position  | Münchberger Gneismasse  | Ehemaliger Steinbruch am Stadtrand, in dem Talkschiefer (Topfstein) und Serpentinit abgebaut wurden. Daneben gibt es hier auch massige Prasinite und Phyllite. In den Phylliten wurden Acritarchen gefunden, die aus dem Ediacarium stammen und als älteste Fossilien Bayerns gelten (ca. 600 Mio. Jahre). Die Fossilfundstelle ist heute verfüllt. Neben der Skating-Anlage gibt es einen gut zugänglichen Serpentinit-Aufschluss. Der Serpentinit ist hier fast schwarz und stark zerklüftet, die Klüfte sind mit Chrysotil gefüllt. Im nordwestlichen Teil des Bruches sind Prasinite und Talkschiefer aufgeschlossen. Große Blöcke aus Gangquarz weisen auf eine starke tektonische Beanspruchung der Gesteine nahe der Münchberger Masse hin.                                  | 10000 100 × 100          | Typ: Pflanzliche Fossilien, Schichtfolge, Störung, Metamorphes Gefüge, Mineralien, Gesteinsart Art: Serpentinit, Prasinit, Talkschiefer | Steinbruch                     | besonders wertvoll | kein Schutzgebiet                                           |                                               |
| Ehemaliger Steinbruch Kalkofen SW von Naila                      | weitere Bilder | 475A012   | Naila Position                       | Frankenwald             | Ehemaliger Steinbruch, in dem Flaserkalk über Diabastuffbrekzie aufgeschlossen ist. Obwohl als Naturdenkmal geschützt, wurde der Bruch teilweise mit Bauschutt und Müll verfüllt oder überbaut. Bei einer Sanierung wurden ein neues Profil im Übergangsbereich Tuffit – tuffitische Knollenkalke – dichter Flaserkalk angelegt, Wege erneuert und eine Infotafel aufgestellt. | 6400 80 × 80             | Typ: Gesteinsart, Schichtfolge Art: Kalkstein, Basalt                                                                                   | Steinbruch                     | wertvoll           | Naturdenkmal, Naturpark                                     |                                               |
| Aufschluss der Teuschnitzer Schichten am Bahnhof Naila           | weitere Bilder | 475A013   | Naila Position                       | Frankenwald             | Die Böschung beim Bahnhof Naila zeigt die Teuschnitzer Schichten (Unterkarbon, Thüringische Fazies) mit nach NW geneigten Falten und nach SE gerichteten Aufschiebungen. | 1800 180 × 10            | Typ: Falte/Mulde/Sattel, Gesteinsart Art: Grauwacke                                                                                     | Böschung                       | wertvoll           | Naturdenkmal, Naturpark                                     |                                               |
| Ehemaliger Steinbruch E von Selbitz                              |                | 475A014   | Selbitz Position                     | Frankenwald             | Ehemaliger Steinbruch in fossilreichen Tentakulitenschiefern in die örtlich Diabas eingedrungen ist. Über den Tentakulitenschiefern liegen dunkle Schiefer und Tuffite aus dem Oberdevon. | 20000 200 × 100          | Typ: Kontakt, Schichtfolge, Tierische Fossilien Art: Basalt, Tonstein                                                                   | Steinbruch                     | wertvoll           | Landschaftsbestandteil, FFH-Gebiet                          |                                               |
| Ehemaliger Steinbruch Schertlas SE von Selbitz                   |                | 475A015   | Selbitz Position                     | Frankenwald             | Im Steinbruch sind fossilhaltiger Flaserkalk und liegende oberdevonische Diabastuffe aufgeschlossen. | 1800 60 × 30             | Typ: Schichtfolge Art: Kalkstein, Basalt                                                                                                | Steinbruch                     | bedeutend          | Landschaftsbestandteil                                      |                                               |
| Granit-Diabas-Konglomerat ESE von Marxgrün                       |                | 475A016   | Issigau Position                     | Frankenwald             | Die Felswand am Bahndamm schließt eine Harnischfläche in oberdevonischem Granit-Diabas-Konglomerat auf. Das Gestein enthält Granitgerölle von bis zu 30 cm Durchmesser, die meist mit verschiefertem Arkosesandstein verbacken sind. Das Konglomerat zeigt die Reußische Faltung an der Wende Mittel-/Oberdevon. Zudem enthält das Konglomerat zahlreiche jüngere Quarzgänge. | 90 30 × 3                | Typ: Gesteinsart Art: Konglomerat | Böschung                       | wertvoll           | Naturpark                                                   |                                               |
| Profil am Tunnelfelsen Weidesgrün                                | weitere Bilder | 475A017   | Selbitz Position                     | Frankenwald             | Die Böschung am Tunnelfelsen in Weidesgrün zeigt eine Abfolge unterschiedlicher Effusiv- und Sedimentgesteine. Zum Teil sind die Wände des Profils durch Netze gesichert. Das Profil beginnt im Norden (am Tunnel) mit Kissenlava, die von feinkörnigen Schiefern (Tuffe, Tuffite) überlagert wird, die nach Süden in Kalkknollenschiefer übergehen. | 3000 300 × 10            | Typ: Schichtfolge Art: Meta-Basalt, Kalkstein                                                                                           | Böschung                       | wertvoll           | Landschaftsschutzgebiet                                     |                                               |
| Felsen Das Alte Schloss NE von Köditz                            |                | 475A018   | Köditz Position                      | Frankenwald             | Der Aufschluss zeigt Diabastuffbrekzie, überlagert von Flaserkalk. | 1000 100 × 10            | Typ: Schichtfolge Art: Basalt, Kalkstein                                                                                                | Hanganriss/Felswand            | wertvoll           | Naturdenkmal, Landschaftsschutzgebiet                       |                                               |
| Jean-Paul-Felsen bei Joditz                                      |                | 475A019   | Köditz Position                      | Frankenwald             | Proterobas-Aufschluss, der stark von Nadelwald überwachsen ist. | 350 70 × 5               | Typ: Gesteinsart Art: Basalt | Hanganriss/Felswand            | bedeutend          | Landschaftsschutzgebiet                                     |                                               |
| Pinge im Leuchtholz NW von Isaar                                 |                | 475A020   | Töpen Position                       | Frankenwald             | Pinge bei Isaar, die stark verfallen und durch Müll und Zuwachsen gefährdet ist. Der Erzhorizont steht noch mit ca. 1,5 m Mächtigkeit an. Ein Versuchsschurf aus der Zeit des 3. Reichs war der einzige Fundort tierischer Fossilien im unteren Erzhorizont. | 100 10 × 10              | Typ: Tierische Fossilien, Pinge/nfeld, Gesteinsart Art: Eisenerz                                                                        | Pinge                          | wertvoll           | Landschaftsschutzgebiet                                     |                                               |
| Pikritaufschluss am Schafhübel SE von Trogen                     |                | 475A021   | Gattendorf Position                  | Frankenwald             | Der Schafhübel (früher auch Landsknechtsberg oder Pikrit von Ullitz) ist ein mit Kiefern bestandener Hügel bei Trogen. Er besteht aus oberdevonischem Pikrit, der in kleinen Felsblöcken und Rippen bis 1,5 m Höhe ansteht. | 2500 50 × 50             | Typ: Gesteinsart, Härtling Art: Basalt                                                                                                  | Hanganriss/Felswand            | bedeutend          | Naturdenkmal                                                |                                               |
| Ehemaliger Steinbruch Osseck a. Wald                             | weitere Bilder | 475A023   | Regnitzlosau Position                | Frankenwald             | Steinbruch im auf oberdevonischen Flaserkalk überschobenem Unterkarbon mit Kohlenkalk und fossilienhaltigen Tonschiefern. | 625 25 × 25              | Typ: Schichtfolge, Störung, Tierische Fossilien Art: Kalkstein                                                                          | Steinbruch                     | bedeutend          | Naturdenkmal                                                |                                               |
| Ehemaliger Steinbruch NW von Kirchgattendorf                     | weitere Bilder | 475A024   | Gattendorf Position                  | Frankenwald             | Ehemaliger Bruch, der früher oberdevonischen Clymenien-Kalk und kalkknollenführende Schiefer des tiefsten Unterkarbon aufschloss und Typlokalität der Gattendorfia-Stufe im Karbon ist. Heute ist der Steinbruch größtenteils verfüllt, bis auf die obersten 7 m. Der Profilrest ist Naturdenkmal, aber durch Bewuchs und Zerfall gefährdet. | 20 20 × 1                | Typ: Typlokalität, Schichtfolge Art: Kalkstein                                                                                          | Steinbruch                     | wertvoll           | Naturdenkmal                                                |                                               |
| Ehemaliger Kohlenkalkbruch NW von Trogenau                       | weitere Bilder | 475A025   | Regnitzlosau Position                | Frankenwald             | Ehemaliger Steinbruch im gebankten Kohlenkalk bei Trogenau. Der Kalkstein ist fossilienreich und bildet standfeste Wände. Auf der Bruchsohle ist heute ein kleiner Teich. | 7000 100 × 70            | Typ: Tierische Fossilien, Gesteinsart Art: Kalkstein                                                                                    | Steinbruch                     | wertvoll           | Naturdenkmal                                                |                                               |
| Flaserkalkbruch Trogenau                                         | weitere Bilder | 475A026   | Regnitzlosau Position                | Frankenwald             | Der Steinbruch ist weitgehend eingestellt, auf der Bruchsohle hat sich ein großer Teich gebildet. Der Kalkstein ist mit etwa 20° einfallend. An der Rückwand sind auch die überlagernden Tonschiefer aufgeschlossen. | 7000 100 × 70            | Typ: Gesteinsart Art: Kalkstein | Steinbruch                     | wertvoll           | kein Schutzgebiet                                           | Möglicherweise vom LfU gestrichen (Okt. 2018) |
| Blauer Fels NNW von Götzmannsgrün                                | weitere Bilder | 475A027   | Schwarzenbach an der Saale Position  | Münchberger Gneismasse  | Markanter Härtling mit natürlichen Felsen, der auf eine Serpentinitlinse in der Prasinit-Phyllit-Serie zurückgeht. An kleinen Hanganrissen und lokalen Bruchstein-Entnahmestellen ist der Serpentinit gut zu erkennen. | 6500 130 × 50            | Typ: Gesteinsart, Härtling Art: Serpentinit                                                                                             | Hanganriss/Felswand            | bedeutend          | kein Schutzgebiet                                           |                                               |
| Ehemaliger Serpentinitbruch Haidberg bei Zell                    | weitere Bilder | 475A028   | Zell Position                        | Münchberger Gneismasse  | Großer ehemaliger Serpentinitbruch mit etwas Peridotit und Dunit. Magnetit auf den ehemaligen Korngrenzen führt zu einer magnetischen Anomalie im Bereich des Haidbergs, die bereits Humboldt erwähnt hat. Das Gelände ist abgesperrt, es gibt aber einen Aussichtspunkt am Naturlehrpfad Haidberg. | 20000 200 × 100          | Typ: Gesteinsart Art: Serpentinit | Steinbruch                     | wertvoll           | Landschaftsbestandteil, FFH-Gebiet, Naturpark               |                                               |
| Eklogit am Weißenstein S von Stammbach                           | weitere Bilder | 475A029   | Stammbach Position                   | Münchberger Gneismasse  | Wichtigster Eklogitaufschluss Bayerns auf dem Weißenstein. Das unter hohem Druck entstandene metamorphe Gestein besteht aus grünlichem Klinopyroxen und rötlichem Granat. | 300 30 × 10              | Typ: Gesteinsart, Felskuppe Art: Eklogit                                                                                                | Felshang/Felskuppe             | besonders wertvoll | Landschaftsschutzgebiet                                     | Bayerns schönste Geotope Nr. 39               |
| Ehemaliger Eklogitbruch Fattigau                                 | weitere Bilder | 475A030   | Oberkotzau Position                  | Münchberger Gneismasse  | Kleiner, ehemaliger Steinbruch in dem stellenweise Eklogite aufgeschlossen sind. Der Bruch ist teilweise eingezäunt und dient heute als Garten. | 16 8 × 2                 | Typ: Gesteinsart Art: Eklogit | Steinbruch                     | wertvoll           | Naturdenkmal                                                |                                               |
| Ehem. Diabas-Steinbruch S von Feilitzsch                         |                | 475A031   | Feilitzsch Position                  | Frankenwald             | Hier wurde ein mittelfein gekörnter Diabas mit Calcit- und Quarzgängen abgebaut, der vor allem im Straßenbau eingesetzt wurde. Im Steinbruch ist ein größerer Teich entstanden. | 75000 300 × 250          | Typ: Gesteinsart, Gang Art: Basalt | Steinbruch                     | bedeutend          | Landschaftsbestandteil                                      |                                               |
| Vesuvianfels bei Schwingen                                       |                |           | Schwarzenbach an der Saale Position  |                         | |                          | Typ: Art: |                                | bedeutend          |                                                             |                                               |
| Steinbruch NE von Seulbitz                                       | weitere Bilder | 475A033   | Schwarzenbach an der Saale Position  | Münchberger Gneismasse  | Steinbruch nordöstlich Seulbitz mit Hornblende-Bändergneisen. Die Verfaltung der Gesteine ist aufgrund der Wechsellagerung von Amphiboliten und Hornblende-Gneisen im cm- bis dm-Bereich gut erkennbar. | 2500 50 × 50             | Typ: Typlokalität, Metamorphes Gefüge, Gesteinsart Art: Amphibolit, Gneis                                                               | Steinbruch                     | wertvoll           | Naturdenkmal                                                |                                               |
| Kirchfelsen in Schwarzenbach a.d. Saale                          | weitere Bilder | 475A034   | Schwarzenbach an der Saale Position  | Münchberger Gneismasse  | Felsen aus gebändertem und verfaltetem Prasinit beim Saalesteg unterhalb der Kirche in Schwarzenbach. Der Felsen dient als Fundament eines Gebäudes und wurde bearbeitet, um eine Gasse zu verbreitern. | 5 5 × 1                  | Typ: Metamorphes Gefüge, Gesteinsart, Falte/Mulde/Sattel, Bearbeiteter Fels Art: Prasinit                                               | Hanganriss/Felswand            | wertvoll           | kein Schutzgebiet                                           |                                               |
| Straßenaufschluss bei der Weidstaudenmühle SW von Lippertsgrün   |                | 475A035   | Naila Position                       | Frankenwald             | Einziger Aufschluss der Lippertsgrüner Schichten, direkt an der Straße Lippertsgrün-Straßdorf. Grünlich-graue Tonschiefer, die vereinzelt fossile Trilobiten (Paradoxides paradoxissimus) enthalten. | 150 50 × 3               | Typ: Typlokalität, Schichtfolge, Tierische Fossilien Art: Tonschiefer                                                                   | Böschung                       | besonders wertvoll | Naturpark                                                   |                                               |
| Aufgelassener Diabas-Bruch NW von Marxgrün                       |                | 475A036   | Lichtenberg Position                 | Frankenwald             | Aufgelassener Steinbruch, der teils als Holzlager genutzt wird. Aufgeschlossen sind feinkörniger Diabas und Diabastuffe. Sie entstanden durch mehrmalige Lavaströme und Tuffablagerungen und haben zahlreiche hydrothermale Gängchen. Als Gangart enthalten sie neben Quarz und Calcit häufig dunkelgrünen Epidot, Pyrit und Kupferkies, gelegentlich Aktinolith und Hämatit. | 80000 400 × 200          | Typ: Gesteinsart, Mineralien Art: Basalt                                                                                                | Steinbruch                     | bedeutend          | Naturpark                                                   |                                               |
| Diabasbruch S von Hadermannsgrün                                 |                | 475A038   | Berg Position                        | Frankenwald             | Der östliche Teil des Bruches ist stillgelegt und teils mit Bauschutt verfüllt. Im Steinbruch sind oberdevonische Diabase und Pyroklastika aufgeschlossen. In ihren hydrothermalen Gängen sind außer Quarz und Calcit zahlreiche Erzmineralien (z. B. Brauner Glaskopf, Anflüge von Malachit) zu finden. Siderit und Brauneisenstein wurden hier abgebaut. | 67500 450 × 150          | Typ: Gesteinsart, Mineralien Art: Basalt, Tonschiefer                                                                                   | Steinbruch                     | bedeutend          | Naturpark                                                   |                                               |
| Straßenaufschluss Thiemitzwand NW von Schwarzenbach a. W.        | weitere Bilder | 475A039   | Forst Schwarzenbach am Wald Position | Frankenwald             | An der Thiemitzwand sind Rutschungen in einer unterkarbonen Wechsellagerung von Wetzstein-Quarzit, Tonschiefer und diabasischem Tuffit zu sehen. | 180 90 × 2               | Typ: Schichtfolge, Sedimentstrukturen Art: Tonstein, Quarzit, Tuff/Tuffit                                                               | Böschung                       | wertvoll           | Landschaftsschutzgebiet, Naturpark                          |                                               |
| Granit-Konglomerat-Felsen NE von Reitzenstein                    |                | 475A040   | Berg Position                        | Frankenwald             | Aufschluss von Granit-Konglomerat aus dem Oberdevon in einem Wäldchen nahe der Staatsstraße 2198. | 1000 50 × 20             | Typ: Gesteinsart, Felswand/-hang Art: Konglomerat                                                                                       | Hanganriss/Felswand            | wertvoll           | Naturpark                                                   |                                               |
| Aufgel. Steinbrüche am Schneidberg S von Geroldsgrün             |                | 475A041   | Geroldsgrüner Forst Position         | Frankenwald             | Zwei aufgelassene Steinbrüche gleich unterhalb des Schneidberg-Gipfels, in denen bis ins 20. Jahrhundert Schneidberggrauwacke abgebaut wurde. Es handelt sich um eine feinkörnige, durch Eisenoxid grau-braun gefärbte Grauwacke, in der einige kleine Quarzgänge teils sehr schöne, klare Bergkristalle enthalten. | 100 20 × 5               | Typ: Typlokalität, Gesteinsart Art: Grauwacke                                                                                           | Steinbruch                     | besonders wertvoll | Landschaftsschutzgebiet, Naturpark                          |                                               |
| Gneisfelsen Ruine Uprode                                         |                | 475A042   | Weißdorf Position                    | Münchberger Gneismasse  | Größere Felsgruppe aus muskovitreichen Paragneisen mit Quarzmobilisaten, teilweise auch Granat. Im Nordwesten fällt die Felskuppe in einer hohen Felswand ab. Das Geotop liegt südwestlich der Burgruine Uprode an einem Wanderweg. | 1000 100 × 10            | Typ: Gesteinsart, Felskuppe, Metamorphes Gefüge Art: Gneis                                                                              | Felshang/Felskuppe             | wertvoll           | kein Schutzgebiet                                           |                                               |
| Faltung der Grauwacken-Tonschiefer-Serie E von Culmitz           |                | 475A043   | Naila Position                       | Frankenwald             | Aufschluss einer verfalteten Wechsellagerung von Tonschiefer und Grauwacken aus dem Unterkarbon. Eine Informationstafel ist vorhanden. | 24 8 × 3                 | Typ: Gesteinsart, Schichtfolge, Falte/Mulde/Sattel Art: Grauwacke, Tonstein                                                             | Steinbruch                     | wertvoll           | Naturpark                                                   |                                               |
| Steinbruch am Dachsloch SE von Schwarzenbach a. W.               |                | 475A044   | Schwarzenbach am Wald Position       | Frankenwald             | Im Steinbruch am Dachsloch wurde mindestens seit 1750 Kohlenkalk abgebaut. Der zugewachsene Bruch wurde 2011 wieder freigestellt. | 600 30 × 20              | Typ: Gesteinsart, Steinbruch/Grube Art: Kalkstein                                                                                       | Steinbruch                     | wertvoll           | Landschaftsschutzgebiet                                     |                                               |
| Pikrit-Aufschluss im Muschwitztal N von Carlsgrün                |                | 475A045   | Bad Steben Position                  | Frankenwald             | Im Tal der Thüringischen Muschwitz steht im Wald westlich der Krötenmühle oberdevonischer Pikrit an. Um 1920 wurde hier Asbest (Aktinolith) versuchsweise im Tagebau gewonnen. | 3200 80 × 40             | Typ: Gesteinsart, Steinbruch/Grube Art: Meta-Basalt                                                                                     | Tagebau                        | bedeutend          | Landschaftsschutzgebiet, Naturpark                          |                                               |
| Ockerkalkaufschluss bei Löhmarmühle                              |                | 475A047   | Schwarzenbach am Wald Position       | Frankenwald             | Ehemaliger Steinbruch mit Ockerkalk aus dem Silur über Unterem Graptolithen-schiefer/Lydit. Vom ursprünglich etwa sechs Meter mächtigen Kalksteinlager ist nur ein kleiner Rest erhalten. Aufgrund von Fossilfunden können die Gesteine dem Ludlow (oberes Silur) zugeordnet werden. Der dichte, teils knollige Kalk verwittert an der Oberfläche ockerfarben. Er enthält nur wenige Tonflasern. | 60 10 × 6                | Typ: Schichtfolge, Gesteinsart, Tierische Fossilien, Steinbruch/Grube Art: Kalkstein, Kieselschiefer                                    | Steinbruch                     | wertvoll           | Landschaftsschutzgebiet, Naturpark                          |                                               |
| Aufgelassener Gneis-Steinbruch N von Weißlenreuth                |                | 475A049   | Konradsreuth Position                | Münchberger Gneismasse  | Im Steinbruch von Weißlenreuth wurde – angeblich schon Anfang des 19. Jahrhunderts – amphibolitischer Hornblende-Bändergneis abgebaut. | 1500 50 × 30             | Typ: Gesteinsart Art: Gneis | Steinbruch                     | wertvoll           | kein Schutzgebiet                                           |                                               |
| Fels am Steinhäuschen in Regnitzlosau                            |                | 475A051   | Regnitzlosau Position                | Frankenwald             | Kleine Felskuppe aus quarzreichen Kataklasiten, die hier aus eckigen Quarzbruchstücken in quarzreicher Matrix bestehen. Das Gestein entstand vermutlich als tektonische Brekzie im Bereich einer Störung. Das als Naturdenkmal geschützte Geotop liegt östlich der Kreuzung Friedrich-Adolf-Soergel-Straße / Kalkofenweg in Regnitzlosau. | 140 20 × 7               | Typ: Störung, Gesteinsart, Felskuppe Art: Gangmineralisation, Kataklasit, Breccie                                                       | Felshang/Felskuppe             | wertvoll           | Naturdenkmal                                                |                                               |
| Ehemalige Dachschiefergrube W von Eisenbühl                      |                | 475G001   | Berg Position                        | Frankenwald             | Bis 1953 betriebene Dachschiefergrube mit ausgedehnten Halden um mehrere Gruben. | 750 30 × 25              | Typ: Steinbruch/Grube, Gesteinsart, Stollen, Schacht Art: Tonstein                                                                      | Steinbruch                     | wertvoll           | Landschaftsbestandteil, Landschaftsschutzgebiet, Naturpark  |                                               |
| Friedrich-Wilhelm-Stollen NE von Lichtenberg                     | weitere Bilder | 475G002   | Lichtenberg Position                 | Frankenwald             | Der Stollen ist heute ein Schaubergwerk. Er wurde Ende des 18. Jahrhunderts durch Alexander von Humboldt als Unterfahrungs- und Wasserlösungsstollen geplant und 1831 fertig gestellt. | 2000 1000 × 2            | Typ: Stollen Art: Tonschiefer, Gangmineralisation                                                                                       | Tunnel/Stollen/Schacht         | bedeutend          | Denkmalschutz, Naturpark                                    |                                               |
| Dachschiefergrube Lotharheil WNW von Geroldsgrün                 |                | 475G005   | Geroldsgrün Position                 | Frankenwald             | Die Grube Lotharheil ist das einzige Bergwerk, in dem in Süddeutschland Dachschiefer abgebaut wird. Die Tonschiefer des Visé (Thüringische Faziesreihe) werden von einer Keratophyrtuffbank in ein oberes und ein unteres Lager geteilt. | 600 300 × 2              | Typ: Stollen, Gesteinsart, Pflanzliche Fossilien, Schichtfolge, Spurenfossilien Art: Tonstein                                           | Tunnel/Stollen/Schacht         | besonders wertvoll | Landschaftsschutzgebiet, Naturpark                          |                                               |
| Aufgel. Schiefer-Tiefbau im Lamitztal SW von Geroldsgrün         |                | 475G006   | Geroldsgrüner Forst Position         | Frankenwald             | Etwa 20 m langer Stollen unten am Schloßberg im Lamitztal, der in der zweiten Hälfte des 19. Jahrhunderts versuchsweise angelegt wurde. Der anstehende Bordenschiefer ist stark tektonisch gestört und von zahlreichen kleinen Quarzgängen durchzogen. Er konnte daher nicht durch die Fa. Faber-Castell für die Produktion von Schreibgriffeln verwendet werden. Der Stollen ist vergittert und dient als Winterquartier für Fledermäuse. | 40 20 × 2                | Typ: Stollen, Gesteinsart, Schichtfolge Art: Tonstein                                                                                   | Tunnel/Stollen/Schacht         | wertvoll           | Landschaftsschutzgebiet, Naturpark                          |                                               |
| Ehemaliges Goldseifenwerk E von Glänzlamühle                     |                | 475G007   | Konradsreuth Position                | Münchberger Gneismasse  | Östlich der Glänzlamühle wurde im Mittelalter und der frühen Neuzeit an einem Seitenbach der Ölsnitz nach Goldseifen geschürft. Die Waschhügel waren bis zu 2 m hoch. Heute sind nur am Südrand des ehemaligen Gebiets wenige Seifenhügel erhalten, die anderen wurden zerstört. Im März 2016 wurde das Gebiet vom Bayerischen Landesamt für Denkmalpflege als Bodendenkmal ausgewiesen, um die restlichen Seifenhügel zu schützen (Denkmal-Nr. D-4-5737-0097). | 7500 150 × 50            | Typ: Seifenwäscherei, Halde Art: Schotter, Kristallingrus                                                                               | Schurf                         | bedeutend          | Bodendenkmal, Landschaftsschutzgebiet                       |                                               |
| Goldseifenwerk im Gevattergraben NW von Steinbach                |                | 475G008   | Geroldsgrün Position                 | Frankenwald             | Mit dem Seifenwerk Gevattergraben wurde vermutlich vom ausgehenden Mittelalter bis ins 16. Jahrhundert Seifengold gewonnen. Der Graben ist bis zu 30 Meter breit und recht tief. An den Grabenschultern sind hohe Halden aufgehäuft. Zur Wasserversorgung der Waschanlagen wurde ein rund 1 km langer Zuleitungsgraben angelegt. Das Gold soll von einem Quarzgang in der Nähe und von eisenhaltigen Diabasen stammen. | 10000 500 × 20           | Typ: Seifenwäscherei, Halde, Tagebau Art: Meta-Basalt, Gangquarz                                                                        | Tagebau                        | wertvoll           | Landschaftsschutzgebiet, Naturpark                          |                                               |
| Pingenfeld Mordlau N von Bad Steben                              |                | 475G009   | Bad Steben Position                  | Frankenwald             | Bei Mordlau wurde vermutlich vom Mittelalter bis ins 19. Jahrhundert Eisenerz (Brauneisenstein und Siderit) abgebaut. In geringerem Umfang wurden auch Kupfer- und Schwefelkies und akzessorisch Nickelerze gefunden. Das Erzvorkommen konzentriert sich auf einen Quarzgang im silurischen Graptolithenschiefer oder Lydit. Früher gab es hier ein großes Grubengebäude mit mehreren Stollen und Schächten. Zahlreiche Pingen liegen an einem geologischen Lehrpfad mit mehreren Erläuterungstafeln. Das Gelände steht als Bodendenkmal unter Denkmalschutz (Denkmal-Nr. D-4-5635-0049). | 37500 250 × 150          | Typ: Pinge/nfeld, Mineralien, Schacht, Stollen Art: Tonstein, Kieselschiefer                                                            | kein Aufschluss                | wertvoll           | Bodendenkmal, Naturpark                                     |                                               |
| Pingenfeld Friedensgrube NW von Lichtenberg                      |                | 475G010   | Lichtenberg Position                 | Frankenwald             | Im ehemaligen Bergwerk Friedensgrube wurden in zwei Stollen zwischen mindestens 1665 und 1858 Eisen- und Kupfererze abgebaut, zwischen 1936 und 1964 Flussspat. Der Bergbau ging bis in über 100 m saigere Teufe um. Heute ist dort ein großes Pingenfeld, auf dessen Halden Mineralien-Funde möglich sind. Das Betreten der Pingen ist wegen der Gefahr von Tagesbrüchen gefährlich. Nach Norden erstreckt sich das Pingenfeld bis ins Naturschutzgebiet Thüringische Muschwitz. | 48000 600 × 80           | Typ: Pinge/nfeld, Mineralien Art: Gangmineralisation, Tonstein                                                                          | kein Aufschluss                | wertvoll           | Landschaftsschutzgebiet, Naturpark                          |                                               |
| Blei-Silber-Bergwerk Schwarzer Mohr S von Dürrenwaid             |                | 475G011   | Geroldsgrüner Forst Position         | Frankenwald             | Im Blei-Silber-Bergwerk Schwarzer Mohr wurde von 1477 bis 1736 über mehrere Schächte silberhaltiger Bleiglanz abgebaut. Als der Wasserlösungsstollen nicht mehr zur Wasserhaltung genügte, wurde eine für damals fortschrittliche Wasserkunst installiert. An einem Wanderweg liegen mehrere große Halden und einige tiefe Pingen. | 14000 200 × 70           | Typ: Pinge/nfeld, Mineralien, Schacht, Halde Art: Gangmineralisation, Meta-Basalt                                                       | kein Aufschluss                | wertvoll           | Naturpark                                                   |                                               |
| Zinn-Grubenfeld am Büchig SE von Tiefengrün                      |                | 475G012   | Berg Position                        | Frankenwald             | Großes Pingenfeld am Gipfel des Büchig bei Tiefengrün. Hier wurde im 16. Jahrhundert über und unter Tage Zinnerz abgebaut. Das Geotop ist als Bodendenkmal geschützt (Denkmal-Nr. D-4-5636-0106). | 105000 350 × 300         | Typ: Pinge/nfeld, Stollen, Schacht Art: Gangquarz, Gneis, Buntmetallerz                                                                 | Pinge                          | wertvoll           | Bodendenkmal                                                |                                               |
| Ehemaliges Goldseifenwerk E von der Ringlasmühle                 |                | 475G013   | Konradsreuth Position                | Münchberger Gneismasse  | Am Oberlauf des Untreubachs von der Ringlasmühle bis zum Neuweiher liegen zahllose Halden einer früher ausgedehnten Goldwäscherei. Die Goldgewinnung begann im Spätmittelalter bzw. der frühen Neuzeit und wurde spätestens im frühen 18. Jahrhundert als unwirtschaftlich eingestellt. Die meist zwei bis vier, seltener bis zu fünf Meter hohen Waschhügel blieben nur im Wald erhalten, auf Äckern und Wiesen sind sie eingeebnet. Das Geotop ist als Bodendenkmal geschützt (Denkmal-Nr. D-4-5736-0114). | 20000 1000 × 20          | Typ: Seifenwäscherei, Tagebau, Halde, Schurf Art: Schotter, Kristallingrus                                                              | Schurf                         | wertvoll           | Bodendenkmal                                                |                                               |
| Ehemaliger Goldwaschplatz SW von Geigersmühle                    |                | 475G014   | Münchberg Position                   | Münchberger Gneismasse  | Im Wald südwestlich der Geigersmühle gibt es auf einer Fläche von ca. 300 × 60 m zahlreiche Waschhügel. Sie gehen auf spätmittelalterliche bis frühneuzeitliche Goldgewinnung durch Seifenwäscherei zurück. Das Bachsediment enthält immer noch sehr geringe Mengen von Goldflittern mit einer Größe von meist unter einem Millimeter. Die Hügel sind meist zwei bis drei Meter hoch und nur im Wald erhalten, auf landwirtschaftlich genutzten Flächen wurden sie rezent eingeebnet. Teile des Geländes sind mit Bauschutt verfüllt. Der Goldwaschplatz steht seit August 2014 als Bodendenkmal unter Denkmalschutz (Denkmal-Nr. D-4-5736-0116). | 18000 300 × 60           | Typ: Seifenwäscherei, Halde, Schurf Art: Schotter, Kristallingrus                                                                       | Schurf                         | wertvoll           | Bodendenkmal                                                |                                               |
| Ehemaliger Dachschieferbruch W von Rehau                         |                | 475G015   | Rehau Position                       | Fichtelgebirge          | Nach dem Rehauer Stadtbrand von 1817 wurde wegen der strengeren Bauvorschriften im ehemaligen Dachschieferbruch Material für den Wiederaufbau gewonnen. Im Steinbruch sind quer zur Wand Meißelspuren erkennbar, Löcher im Fels könnten Spuren einer Arbeitsbühne sein. Der Steinbruch wird heute für einen Spielplatz genutzt. Im Park daneben liegt ein Dachschieferaufschluss unterhalb des Pavillons. Die Treppe zum Pavillon wurde in Dachschiefer gehauen. | 3000 120 × 25            | Typ: Steinbruch/Grube, Bearbeiteter Fels, Gesteinsart Art: Tonschiefer                                                                  | Steinbruch                     | wertvoll           | kein Schutzgebiet                                           |                                               |
| Ehem. Goldwaschplatz SW von Poppenreuther Mühle                  |                | 475G016   | Münchberg Position                   | Münchberger Gneismasse  | Spuren des Schurfes auf Seifengold in einem Wäldchen südwestlich der Poppenreuther Mühle. Dabei wurden die Pulschnitz eingetieft und beiderseits des ehemaligen Bachbetts langgezogene Waschhügel aufgeschüttet. Ursprünglich war die historische Goldwäsche wohl deutlich größer als die erhaltenen etwa 130 m. Außerhalb des Waldes wurden die Waschhalden vollständig eingeebnet. Entstehungszeit und die etwaige Ausbeute sind unbekannt. | 1950 130 × 15            | Typ: Seifenwäscherei, Schurf, Halde Art: Schotter, Kristallingrus                                                                       | Schurf                         | wertvoll           | kein Schutzgebiet                                           |                                               |
| Seifenhügel S von Konradsreuth                                   |                | 475G018   | Konradsreuth Position                | Münchberger Gneismasse  | Einzelne, bis zu 3 m hohe Seifenhügel südlich des Badesees bei der Freizeitanlage Steinberg. Im Süden grenzen weitere langgezogene, zugewachsene Seifenhügel und ein wasserführender Graben an. Seifenhügel gibt es auch entlang der Straße nach Silberbach. Das Gebiet südlich der Freizeitanlage ist als Bodendenkmal ausgewiesen (Denkmal-Nr. D-4-5737-0096). | 20000 400 × 50           | Typ: Seifenwäscherei, Halde Art: Schotter, Kristallingrus                                                                               | Schurf                         | wertvoll           | Bodendenkmal                                                |                                               |
| Seifenhügel N von Oppenroth                                      | weitere Bilder | 475G019   | Münchberg Position                   | Münchberger Gneismasse  | Seifenhügel im Waldgebiet Saalholz, erreichbar vom Bahnübergang zwischen Markersreuth und Oppenroth über einen Feldweg Richtung Nordosten an der Bahn entlang. Zwischen zwei Teichen sind 2 m hohe, gut erhaltene Seifenhügel zu sehen. Westlich davon im Wald gibt es weitere Seifenhügel und zugewachsene Wasserführungsgräben. Ein Teil wurde beim Teichbau zerstört, stellenweise wird das Gebiet als Müllhalde genutzt. | 10000 200 × 50           | Typ: Seifenwäscherei, Tagebau, Halde Art: Schotter, Kristallingrus                                                                      | Schurf                         | bedeutend          | kein Schutzgebiet                                           |                                               |
| Aufgel. Dachschieferbruch N von Tiefengrün                       |                | 475G020   | Berg Position                        | Frankenwald             | Etwa 1,2 km nördlich von Tiefengrün wurde ordovizischer Griffelschiefer bzw. guter Dachschiefer gewonnen. Schiefer wurde hier zwischen 1808 und 1927 abgebaut, 1948 wurde der Betrieb nochmals aufgenommen und 1959 als unrentabel eingestellt. Zuletzt wurde Schiefer im Tiefbau von bis zu 40 m Teufe abgebaut. Die Grube hatte einen tonnlägigen und einen saigeren Schacht. Die Lagerstätte war bis zu drei Meter mächtig. Die Dachplatten wurden vor Ort gefertigt, allerdings waren weniger als zehn Prozent des Förderguts dafür geeignet. Daher blieben große Halden erhalten. Der Steinbruch ist teils mit Bauschutt verfüllt und zugewachsen. Am westsüdwestlichen und westlichen Rand sind gute Restaufschlüsse vorhanden.                                               | 17000 170 × 100          | Typ: Steinbruch/Grube, Stollen, Schacht Art: Tonschiefer                                                                                | Steinbruch                     | wertvoll           | Landschaftsbestandteil, Landschaftsschutzgebiet, FFH-Gebiet |                                               |
| Seifenhügel Hohenzellig SSW Konradsreuth                         |                | 475G021   | Konradsreuth Position                | Münchberger Gneismasse  | In der Waldabteilung Hohenzellig liegen an einem Zufluss des Untreubachs gut erhaltene Seifenhügel und Abbaugruben, die Reste einer Goldwäscherei sind. Die Seifenhügel sind meist langgestreckt und etwa 2 m hoch. Der Bach wurde durch Gräben mehrfach umgeleitet. An den Hügeln ist ein alter Brunnen erhalten. | 5000 250 × 20            | Typ: Seifenwäscherei, Halde Art: Schotter, Sand                                                                                         | Schurf                         | bedeutend          | kein Schutzgebiet                                           |                                               |
| Ehem. Goldwaschplatz bei Stammbach                               |                | 475G022   | Stammbach Position                   | Münchberger Gneismasse  | In einem Waldstück nördlich von Stammbach, in Nähe der örtlichen Sportanlage, befinden sich Seifenhügel, welche Zeugnisse einer ehemaligen Goldwäscherei sind. Hier wurde, vermutlich im Mittelalter, in dem ehemaligen Flussbett nach Seifengold gesucht. Im Zuge dieser Arbeiten wurden das eventuell kleingepochte Gestein sowie die Flusssande wallartige als Waschhügel links und rechts des Bachbetts aufgeschüttet. Die Halden (Seifenhügel) sind in dem Waldstück bei Stammbach gut erhalten. Der Bereich ist lediglich von Bäumen bewachsen. | 1600 80 × 20             | Typ: Seifenwäscherei Art: Schotter | Schurf                         | bedeutend          | Naturpark                                                   |                                               |
| Humboldthöhle 3 km SW von Geroldsgrün                            | weitere Bilder | 475H001   | Geroldsgrüner Forst Position         | Frankenwald             | Die Humboldthöhle ist die einzige bekannte Tropfsteinhöhle im Frankenwald. Sie liegt am Übergang von massigem oberdevonischem Flaserkalk im Liegenden und Kalkknollenschiefer im Hangenden. Die Gesamtlänge aller Gänge beträgt 414 m. Am Höhlenende gibt es einen Tümpel mit stark schwankendem Wasserspiegel. Der Höhleneingang ist verschlossen, um weiteren Vandalismus zu verhindern. | 4500 150 × 30            | Typ: Karst-Horizontalhöhle, Gesteinsart Art: Kalkstein                                                                                  | Höhle                          | besonders wertvoll | Naturdenkmal, Wasserschutzgebiet, Landschaftsschutzgebiet   |                                               |
| Saalequelle („Sächsische“ Saale) SSE von Zell                    | weitere Bilder | 475Q001   | Zell Position                        | Fichtelgebirge          | Die sächsische Saale entspringt dem Stollenmundloch eines ehemaligen Bergwerks. Dort wurde Farberde (Gelbe Kreide) abgebaut. In der Umgebung sind weitere Bergbauspuren (Pingen) zu sehen. | 6 3 × 2                  | Typ: Verengungsquelle, Stollen, Pinge/nfeld, Halde Art: Phyllit, Gangquarz                                                              | Tunnel/Stollen/Schacht         | wertvoll           | Bodendenkmal, Naturdenkmal, Landschaftsschutzgebiet         |                                               |
| Kanzel im Geroldsgrüner Forst SW von Geroldsgrün                 |                | 475R001   | Geroldsgrüner Forst Position         | Frankenwald             | Felsgruppe aus fein gebänderten, steilgestellten Tonschiefern der Mittleren Bordenschiefer des Unterkarbon. Teilweise ist das Gestein stark verfaltet mit teils griffeligem Gefüge. | 600 60 × 10              | Typ: Felswand/-hang, Gesteinsart Art: Tonstein                                                                                          | Hanganriss/Felswand            | wertvoll           | Naturdenkmal, Landschaftsschutzgebiet, Naturpark            |                                               |
| Kämmleinsfelsen SW von Geroldsgrün                               | weitere Bilder | 475R002   | Geroldsgrüner Forst Position         | Frankenwald             | Felswand aus stark gefaltetem Bordenschiefer, durch die ein Diabasgang in NW-SE-Richtung geht. Es gibt einen Aussichtspunkt mit einer kleinen Schutzhütte, neben der sich die besten Aufschlüsse befinden. | 300 30 × 10              | Typ: Felswand/-hang, Gesteinsart, Falte/Mulde/Sattel Art: Tonstein                                                                      | Hanganriss/Felswand            | wertvoll           | Naturdenkmal, Landschaftsschutzgebiet, Naturpark            |                                               |
| Burgstein im Geroldsgrüner Forst SW von Geroldsgrün              | weitere Bilder | 475R003   | Geroldsgrüner Forst Position         | Frankenwald             | Auf einem Felsen mit Diabastuffbrekzie aus dem Oberdevon liegt eine mittelalterliche Befestigungsanlage. Die besten Aufschlüsse mit teilweise dezimeter-großen Brekzien liegen an den steilen W- und SW-Flanken des Felsens direkt am Geopfad Geroldsgrün. | 3600 60 × 60             | Typ: Felswand/-hang, Gesteinsart Art: Basalt                                                                                            | Hanganriss/Felswand            | wertvoll           | Naturdenkmal, Bodendenkmal, Landschaftsschutzgebiet         |                                               |
| Höllental E von Lichtenberg                                      | weitere Bilder | 475R004   | Lichtenberg Position                 | Frankenwald             | Das Höllental ist der Durchbruch der Selbitz durch den oberdevonischen Diabaszug. Das Höllental ist Naturschutzgebiet mit mehreren Lehrpfaden. Zahlreiche Felsen sind Naturdenkmale und bieten gute Aussichtspunkte. Es gibt zahlreiche wertvolle Aufschlüsse, auch aus der Zeit des historischen Bergbaus auf Eisen- und Kupfererze sowie Flussspat. | 3000000 3000 × 1000      | Typ: Durchbruchstal, Felswand/-hang, Tagebau, Mineralien, Pillows Art: Meta-Basalt, Gangmineralisation                                  | Hanganriss/Felswand            | wertvoll           | Naturschutzgebiet, Landschaftsschutzgebiet, FFH-Gebiet      |                                               |
| Arnsteinfelsen am Waldstein                                      | weitere Bilder | 475R005   | Zell Position                        | Fichtelgebirge          | Mauerartige Felsrippe am Waldstein aus Granit mit Wollsack- bzw. Pfannkuchenverwitterung. | 2000 100 × 20            | Typ: Felsburg, Wollsackbildung Art: Granit                                                                                              | Hanganriss/Felswand            | bedeutend          | Naturdenkmal, Landschaftsschutzgebiet, Naturpark            |                                               |
| Kapfender Stein NE von Marlesreuth                               | weitere Bilder | 475R006   | Naila Position                       | Frankenwald             | Kleiner Buckel mit Felsen, der aus ebenen Feldern bei Marlesreuth ragt. Rutschmasse von oberdevonischem hellem Kieselschiefer in die Grauwacken-Tonschiefer-Serie. | 300 30 × 10              | Typ: Härtling, Gesteinsart Art: Kieselschiefer, Grauwacke                                                                               | Hanganriss/Felswand            | wertvoll           | Naturdenkmal, Naturpark                                     |                                               |
| Kanzel N von Köditz-Brunnenthal                                  |                | 475R007   | Köditz Position                      | Frankenwald             | Felsen aus Diabasbrekzie am bewaldeten Hang. In der Nähe gibt es eine Papierfabrik, was den geologischen Wert der Aufschlüsse jedoch nicht beeinflusst. | 200 20 × 10              | Typ: Felswand/-hang Art: Basalt | Hanganriss/Felswand            | bedeutend          | Naturdenkmal, Landschaftsschutzgebiet                       |                                               |
| Gipfel des Schwarzenstein E von Trogen                           |                | 475R008   | Trogen Position                      | Frankenwald             | Der Felsen am Gipfel des Schwarzensteins besteht aus Pikrit. | 10000 100 × 100          | Typ: Felswand/-hang Art: Basalt | Felshang/Felskuppe             | wertvoll           | Naturdenkmal                                                |                                               |
| Großer Waldstein, Gipfelgrat ESE von Zell                        | weitere Bilder | 475R009   | Zell Position                        | Fichtelgebirge          | Ausgedehnte Gipfelfelsburg aus grobkörnigem G3-Kerngranit, im Norden querschlägiger Aplitgang, zahlreiche Mineralfunde. Entlang der Lager- und Querklüftung ausgeprägte Wollsackbildung, zwei Teufelstische. Der mit Treppen und Geländer gesicherte Felsen ist ein Aussichtsplatz. Auffällig sind die Karrenbildungen am Gipfel. | 7000 350 × 20            | Typ: Felsburg, Mineralien, Gang, Wollsackbildung Art: Granit, Aplit                                                                     | Hanganriss/Felswand            | wertvoll           | Naturschutzgebiet, Landschaftsschutzgebiet, FFH-Gebiet      |                                               |
| Frosch- und Mausfelsen N von Schwarzenbach a.d. Saale            | weitere Bilder | 475R010   | Schwarzenbach an der Saale Position  | Münchberger Gneismasse  | Der mehrere Meter lange Froschfelsen besteht aus einem etwa einen Meter mächtigen Gangquarz. Er wurde beim Eisenbahnbau auf der benachbarten Trasse gefunden und so abgelegt, dass er einen weiten Überhang bildet. Darunter steht Prasinit an. Neben dem Froschfelsen liegt der Mausfelsen, der aus verfalteten Prasiniten mit Quarzgängen besteht. | 40 8 × 5                 | Typ: Felsgruppe, Störung, Gesteinsart Art: Gangquarz, Prasinit                                                                          | Felshang/Felskuppe             | wertvoll           | Naturdenkmal                                                |                                               |
| Serpentinitzug W von Wurlitz                                     | weitere Bilder | 475R011   | Oberkotzau Position                  | Münchberger Gneismasse  | Bewaldeter Serpentinitzug westlich von Wurlitz. An Hängen und ehemaligen Abbaustellen ist das Gestein aufgeschlossen, vom Abbau zeugen Gräben und Pingen. Am Ortsrand befindet sich ein großer aktiver Serpentinit-Steinbruch. | 100000 500 × 200         | Typ: Härtling, Gesteinsart, Pinge/nfeld Art: Serpentinit                                                                                | Felshang/Felskuppe             | wertvoll           | Naturschutzgebiet, Landschaftsschutzgebiet, FFH-Gebiet      |                                               |
| Felsen bei der Fattigsmühle                                      | weitere Bilder | 475R012   | Töpen Position                       | Frankenwald             | Bei der Gastwirtschaft Fattigsmühle sind Felsfreistellungen an einem Prallhang der Saale zu sehen. Die Felsen bestehen aus Diabasbrekzien mit markanter Klüftung. Auf den Kluftflächen sind linsenförmige Gesteinskomponenten in einer feinkörnigen Matrix gut zu erkennen. | 1000 50 × 20             | Typ: Felsgruppe, Gesteinsart, Prallhang Art: Meta-Basalt                                                                                | Hanganriss/Felswand            | wertvoll           | Landschaftsschutzgebiet                                     |                                               |
| Petersgrat N von Joditz                                          | weitere Bilder | 475R013   | Köditz Position                      | Frankenwald             | Am Petersgrat bei Joditz sind an einem großen Prallhang der Saale großflächig Phycodenschichten in Felsfreistellungen aufgeschlossen. | 100000 500 × 200         | Typ: Felswand/-hang, Prallhang, Gesteinsart Art: Phyllit, Quarzit                                                                       | Hanganriss/Felswand            | wertvoll           | Landschaftsschutzgebiet, FFH-Gebiet                         |                                               |
| Phyllitfelsen am Steinbühl S von Sparneck                        | weitere Bilder | 475R014   | Sparneck Position                    | Münchberger Gneismasse  | Der Felsen am Steinbühl ist einer der wenigen natürlichen Aufschlüsse von Phylliten der Prasinit-Phyllit-Serie. Mikrofossilien (Acritarchen) belegen, dass diese Phyllite zu Bayerns ältesten Gesteinen gehören. Sie stammen aus dem Ediacarium (jüngstes Präkambrium) und sind ca. 600 Millionen Jahre alt. | 100 20 × 5               | Typ: Felsburg, Standard-/Referenzprofil, Pflanzliche Fossilien, Gesteinsart Art: Phyllit                                                | Felshang/Felskuppe             | besonders wertvoll | kein Schutzgebiet                                           |                                               |
| Gneisfelsen im Fuchsbau SW von Schauenstein                      | weitere Bilder | 475R015   | Schauenstein Position                | Münchberger Gneismasse  | In der Waldabteilung Fuchsbau sind neben einem Wanderweg Felsen aus Orthogneisen der Liegendserie der Münchberger Masse zu sehen. Die Gneise enthalten cm-große Feldspat-Augen. | 1000 50 × 20             | Typ: Felsgruppe, Gesteinsart Art: Gneis                                                                                                 | Felshang/Felskuppe             | wertvoll           | Naturpark                                                   |                                               |
| Felsfreistellungen im Oelsnitztal                                |                | 475R016   | Geroldsgrün Position                 | Frankenwald             | In der Klamm der Ölsnitz zwischen Geroldsgrün und Neumühle liegt ein sehr guter Aufschluss der oberdevonischen Diabastuffbrekzie. Im Tuff eingelagerte Diabasbrocken haben oft Durchmesser von mehreren Dezimetern. Einige geringmächtige Quarzgänge sind zu erkennen. | 3900 130 × 30            | Typ: Gesteinsart, Klamm Art: Basalt | Hanganriss/Felswand            | wertvoll           | Naturpark                                                   |                                               |
| Hoher Stein bei Leupoldsgrün                                     | weitere Bilder | 475R017   | Leupoldsgrün Position                | Münchberger Gneismasse  | Größere Felskuppe oberhalb von Leupoldsgrün, die aus Muskovit-Orthogneis der Liegendserie der Münchberger Masse besteht. Das Gestein hat einen hohen Muskovit-Gehalt, auch kleine Feldspat-Augen sind zu erkennen. Gute Aussicht auf Döbraberg und Fichtelgebirge. | 10000 100 × 100          | Typ: Felskuppe, Gesteinsart, Metamorphes Gefüge Art: Muscovit-Biotit-Gneis                                                              | Felshang/Felskuppe             | wertvoll           | Naturdenkmal, Naturpark                                     |                                               |
| Stein SE von Konradsreuth                                        |                | 475R018   | Konradsreuth Position                | Münchberger Gneismasse  | Felskuppe mit Aufschlüssen von (Unteren) Hornblendebändergneisen der Hangendserie der Münchberger Gneismasse. Das Gestein zeigt deutliche Bänder aus dunklen Amphiboliten und hellen Hornblende-Plagioklas-Gneisen, die mehrere cm bis einige dm mächtig sind und auf eine intensive Verfaltung hinweisen. Unweit des Stein liegt stark zugewachsener Steinbruch in den gleichen Gesteinen. | 62500 250 × 250          | Typ: Gesteinsart, Metamorphes Gefüge Art: Gneis, Amphibolit                                                                             | Felshang/Felskuppe             | wertvoll           | kein Schutzgebiet                                           |                                               |
| Saaleprallhang S von Neudöhlau                                   |                | 475R019   | Döhlau Position                      | Frankenwald             | Am Prallhang der Saale wurden Felsen aus dem feinkörnigen Randamphibolit der Münchberger Masse freigestellt. Im nördlichen Teil gibt es kleine Aufschlüsse im Keratophyr. Die Grenze zwischen Münchberger Masse und Saxothuringikum ist nicht aufgeschlossen. | 500 100 × 5              | Typ: Prallhang, Felswand/-hang, Gesteinsart Art: Amphibolit, Trachyt                                                                    | Prallhang/Flussbett/Bachprofil | wertvoll           | kein Schutzgebiet                                           |                                               |
| Haidberg WSW von Zell                                            |                | 475R020   | Zell Position                        | Münchberger Gneismasse  | Der Haidberg ist der auffälligste Serpentinit-Härtling am Rand der Münchberger Masse. Er überragt die Umgebung um rund 100 m und ist mit Kiefern bestanden. In einem zwar aufgelassenen, aber eingezäunten Steinbruch (Geotop Nr. 475A028) ist Serpentinit aufgeschlossen. Über den Berg führt ein Naturlehrpfad, der Humboldtweg. Alexander von Humboldt entdeckte hier die magnetischen Eigenschaften des Serpentinits. | 1050000 1500 × 700       | Typ: Härtling, Gesteinsart Art: Serpentinit                                                                                             | kein Aufschluss                | wertvoll           | FFH-Gebiet, Naturpark                                       |                                               |
| Phyllitfelsen an der Margaretenruhe N von Schwarzenbach a. d. S. |                | 475R021   | Schwarzenbach an der Saale Position  | Münchberger Gneismasse  | Bei der Margaretenruhe nördlich von Schwarzenbach sind entlang der Saale zahlreiche Felsen in Phylliten der Prasinit-Phyllit-Serie freigestellt. Die Phyllite sind stark gefaltet worden. Das Geotop ist Teil des Ökoparks Hertelsleite und gut mit Wegen erschlossen. | 4000 200 × 20            | Typ: Felswand/-hang, Gesteinsart, Metamorphes Gefüge Art: Phyllit, Quarz-Phyllit                                                        | Felshang/Felskuppe             | wertvoll           | kein Schutzgebiet                                           |                                               |
| Zigeunersteine mit Wackelstein NE von Niederlamitz               |                | 475R022   | Schwarzenbach an der Saale Position  | Fichtelgebirge          | Am Wanderweg von Niederlamitz zum Großen Kornberg liegen zahlreiche Granitblöcke mit ausgeprägter Wollsackverwitterung, die Zigeunersteine. Ein Wackelstein kann mit einer Holzstange in Bewegung gesetzt werden. | 1000 50 × 20             | Typ: Wollsackbildung, Felsgruppe Art: Granit                                                                                            | Block                          | wertvoll           | Naturdenkmal, Landschaftsschutzgebiet, Naturpark            |                                               |
| Ruine Hirschstein NE von Niederlamitz                            | weitere Bilder | 475R023   | Schwarzenbach an der Saale Position  | Fichtelgebirge          | Am Wanderweg von Niederlamitz zum Großen Kornberg liegen markante Felsen, auf deren höchster Stelle die Ruine Hirschstein zu sehen ist. Der Zugang von Nordosten her ist problemlos und die Aussicht hervorragend. Die Granitfelsen zeigen Wollsackverwitterung. Noch auffälliger ist hier eine steil stehende Schar von Nordwest-Südost streichenden Klüfiten, die mauerartige Rippen entstehen ließ. | 5000 100 × 50            | Typ: Felsburg, Kluft, Wollsackbildung Art: Granit                                                                                       | Felshang/Felskuppe             | wertvoll           | Landschaftsschutzgebiet, Naturpark                          |                                               |
| Augengneisfelsen in Schauenstein                                 | weitere Bilder | 475R024   | Schauenstein Position                | Münchberger Gneismasse  | Im Ort Schauenstein gibt es mehrere Felsen aus Augengneis der Liegendserie der Münchberger Masse. Der größte Felsen ist das Naturdenkmal Wachende Jungfrau, das in einem Park am Wanderweg (Museumsweg, OS21, OS22 und OS26) liegt. Der Sage nach soll eine Ritterstochter hier vergebens auf die Rückkehr von Vater und Bräutigam gewartet haben. In der Parkanlage gibt es einen weiteren kleinen Gneisfelsen mit Pavillon. Im Schlossweg unterhalb des Schlosses befindet sich ein weiterer Felsen, an dem das Gefüge besonders gut erkennbar ist. | 525 35 × 15              | Typ: Felskuppe, Metamorphes Gefüge, Gesteinsart Art: Gneis                                                                              | Felshang/Felskuppe             | wertvoll           | Naturdenkmal, Naturpark                                     |                                               |
| Haidberg SSE Förbau                                              |                | 475R025   | Schwarzenbach a.d.Saale Position     | Münchberger Gneismasse  | Nördlich des Förmitzspeichers erhebt sich der bewaldete Höhenrücken des Haidbergs. Er besteht aus verwitterungsresistentem Serpentinit und wurde daher als landschaftsprägender Härtling herauspräpariert. Über den Gipfel führt ein unmarkierter Weg bzw. Trampelpfad. Entlang dieses Weges existieren vor allem im Gipfelbereich zahlreiche Felsen, an denen das Gestein studiert werden kann. Am südwestlichen Ende des Haidbergs befindet sich ein kleiner aufgelassener Steinbruch und ein mittelalterlicher Burgstall mit mehreren Ringwällen, der teilweise aus dem harten Serpentinit herausgeschlagen wurde. Der Bereich des Burgstalls ist als Bodendenkmal gesetzlich geschützt.                                                                                         | 48000 600 × 80           | Typ: Felskuppe, Härtling, Gesteinsart 4 Bearbeiteter Fels 5 Steinbruch/Grube Art: Serpentinit                                           | Felshang/Felskuppe             | besonders wertvoll | kein Schutzgebiet, Bodendenkmal                             |                                               |
| Diabasfelsen in Hallerstein                                      |                | 475R026   | Schwarzenbach a.d.Saale Position     | Fichtelgebirge          | Im Gebiet zwischen Hallerstein und Völkenreuth fallen im sanften Fichtelgebirgs-Anstieg mehrere markante, landschaftsprägende Härtlings-Kuppen auf. Der Ort Hallerstein steht auf der größten und höchsten Kuppe. In Felsfreistellungen sind klein- bis mittelkörnige Diabase aufgeschlossen. Es handelt sich dabei um ehemalige Lagergänge aus Basalt, die schichtparallel in die Phycodenschichten intrudiert sind. Am besten zugänglich ist der Felsen am nördlichen Ortsausgang von Hallerstein an der Straße nach Völkenreuth. Der größte Felsen liegt nördlich unterhalb der Burg und der Kirche von Hallerstein. Ein kleiner Aufschluss befindet sich weiter nordöstlich beim Wanderheim Robischbölla des Fichtelgebirgsvereins, das auf einer sanften Härtlingskuppe steht. | 400 20 × 20              | Typ: Felskuppe, Härtling, Gesteinsart 4 Magmatisches Gefüge Art: Meta-Basalt                                                            | Felshang/Felskuppe             | wertvoll           | kein Schutzgebiet                                           |                                               |
| Steinbruch S von Zimmermühle                                     |                | 475A052   | Münchberg Position                   | Münchberger Gneismasse  | Südlich der Zimmermühle SE Helmbrechts befindet sich ein aufgelassener Steinbruch direkt an zwei lokalen Wanderwegen des Frankenwaldvereins (Querkela-Weg (OS12) und Eisvogel-Weg (OS14)). Hier wurden (Untere) Hornblendebändergneise mit überwiegend hellen Gneislagen (Hangendserie der Münchberger Masse) abgebaut. | 6000 120 x 50            | Typ: Gesteinsart, Metamorphes Gefüge Art: Hornblendebändergneis                                                                         | Steinbruch                     | wertvoll           | Landschaftsschutzgebiet, FFH-Gebiet                         |                                               |
| Aufschlüsse in Hirschberger Gneis                                |                | 475A053   | Berg Position                        | Frankenwald             | Nördlich von Untertiefengrün nahe der thüringischen Stadt Hirschberg befindet sich an der Saale ein Aufschluss im Hirschberger Gneis. Diese teils verwachsenen natürlichen Felsbildungen stellen den einzigen größeren Aufschluss im Hirschberger Gneis in Bayern dar. Tipp: Auf der Thüringischen Seite, östlich der Saale, befindet sich ein besserer Aufschluss des Hirschberger Gneises. Er befindet sich unterhalb des Schlosses und zieht sich halbkreisförmig vom Schlossberg bis zum Oelfelsen hin. | 1000 50 x 20             | Typ: Gesteinsart, Art: Meta-Granit | keine Angabe                   | wertvoll           | Landschaftsschutzgebiet, FFH-Gebiet,                        |                                               |
| Ehemalige Goldwäsche N Oppenroth                                 |                | 475G023   | Schwarzenbach a.d.Saale Position     | Münchberger Gneismasse  | In einem Waldstück nördlich von Oppenroth befinden sich Spuren eines mittelalterlichen bzw. frühneuzeitlichen Schurfes auf Seifengold. Vermutlich wurde sogar auf der Suche nach Gold Wasser von der Saale abgeleitet, denn es sind langgezogene, wallartige Waschhügel zu sehen. Die ursprüngliche Ausdehnung der historischen Goldwäsche dürfte größer gewesen sein als die heute erhaltene und zweifelsfrei erkennbare Längserstreckung von etwa 100 m. Im Bereich außerhalb des forstwirtschaftlich genutzten Geländes wurden die Waschhalden vollständig eingeebnet. | 3000 100 x 30            | Typ: Seifenwäscherei, Schurf, Halde Art: Schotter                                                                                       | Schurf                         | bedeutend          | kein Schutzgebiet                                           |                                               |
| Keratophyrfelsen am Schrecksberg bei Tauperlitz                  |                | 475R027   | Döhlau Position                      | Frankenwald             | Eingebettet in eine offene Heide-Landschaft mit wenigen Bäumen (Kiefern) befinden sich am Südabhang eines Ausläufers des Schrecksberges einige Aufschlüsse in Keratophyren (Meta-Trachytoiden) der Randschieferserie (heute: Gösmes-Formation). Das landschaftlich reizvolle Gelände bietet eine schöne Aussicht über das Tal der Südlichen Regnitz. | 3000 100 x 30            | Typ: Felsgruppe, Härtling, Gesteinsart Art: Meta-Trachyt                                                                                | Felshang/Felskuppe             | wertvoll           | Landschaftsschutzgebiet                                     |                                               |
| Felsen Schlafender Riese am Goldberg S Schauenstein              |                | 475R028   | Schauenstein Position                | Münchberger Gneismasse  | Der Schlafende Riese hat seinen Namen von seiner Form und befindet sich am südlichen Stadtrand von Schauenstein in der Verlängerung der Straße Am Goldberg. Er besteht aus Paragneis (metamorphes Sedimentgestein) der Liegendserie der Münchberger Masse. Auf dem Gipfel des Felsens befindet sich eine Sitzgruppe, ein beliebter Aussichtspunkt über das Selbitztal. | 900 30 x 30              | Typ: Felskuppe, Metamorphes Gefüge, Gesteinsart Art: Muscovit-Biotit-Gneis                                                              | Felshang/Felskuppe             | wertvoll           | Naturdenkmal                                                |                                               |